# 소네 알루코
오마초네 폴라린 "소네" 알루코(영어: Omatsone Folarin "Sone" Aluko, 1989년 2월 19일 ~ )는 나이지리아의 잉글랜드 출신 축구 선수이다. 포지션은 공격수 또는 윙어이며 현재는 잉글랜드 EFL 리그 원의 입스위치 타운 소속으로 활동하고 있다.

## 구단 경력
소네 알루코는 런던 하운즐로에서 태어나서 버밍엄에서 어린 시절을 보냈다. 1997년부터 2007년까지 버밍엄 시티 유스 팀에서 활동했고 2007년 8월 28일에 열린 헤리퍼드 유나이티드와의 풋볼 리그컵(EFL컵) 경기에서 교체 출전하면서 데뷔했다.
소네 알루코는 2007년 8월부터 2008년 1월까지 스코틀랜드 프리미어리그 소속 축구 클럽인 애버딘과 임대 계약을 체결했으며 2007년 10월 25일에 열린 파나티나이코스와의 UEFA컵(현재의 UEFA 유로파리그) 조별 예선 경기에서 교체 출전하면서 데뷔했다. 2007년 11월 3일에 열린 던디 유나이티드와의 스코틀랜드 프리미어리그 경기에서 자신의 첫 골을 기록하여 애버딘의 2-0 승리에 기여했다.
소네 알루코는 2007-08 시즌이 종료될 때까지 애버딘과의 임대 계약을 추가로 연장했다. 2008년 2월 14일에 열린 바이에른 뮌헨과의 UEFA컵 32강전 1차전 경기에서 애버딘의 2번째 골을 기록했는데 애버딘은 바이에른 뮌헨과 2-2 무승부를 기록했다. 2008년 8월 8일에는 잉글랜드의 축구 클럽인 블랙풀과 긴급 임대 계약을 체결했다. 2008-09 풋볼 리그 챔피언십 시즌에서 브리스틀 시티와의 홈 경기에만 교체 출전했으나 블랙풀은 브리스틀 시티에 0-1 패배를 기록했다.
소네 알루코는 2008년 9월 1일에 애버딘과 이적료 50,000 영국 파운드와 함께 3년 계약을 체결하면서 완전 이적했다. 2008년 9월 13일에 열린 해밀턴 아카데미컬과의 스코틀랜드 프리미어리그 홈 경기에서 자신의 첫 골을 기록했으나 애버딘은 해밀턴 아카데미컬에 1-2 패배를 기록했다. 2008년 11월 1일에 열린 킬마넉과의 스코틀랜드 프리미어리그 홈 경기에서 유일한 골을 기록하여 애버딘의 1-0 승리에 기여했고 2008년 11월에는 스코틀랜드 프리미어리그 이 달의 신인 선수로 선정되는 영예를 안았다.
소네 알루코는 2011년 7월에 계약 만료와 함께 애버딘을 떠났고 2011년 11월 24일에 레인저스와의 계약을 체결했다. 2011년 12월 3일에 열린 던펌린 애슬레틱과의 경기에서는 다이빙 반칙으로 인해 2경기 출전 정지 처분을 받기도 했다. 2012년 3월 24일에 열린 셀틱과의 스코틀랜드 프리미어리그 홈 경기에서 레인저스의 첫 골을 기록하여 레인저스의 3-2 승리에 기여했고 2012년 5월 13일에 열린 세인트 존스톤과의 스코틀랜드 프리미어리그 홈 경기에서 해트트릭을 기록하여 레인저스의 4-0 승리에 기여했다.
소네 알루코는 2012년 7월 25일에 헐 시티와 2년 계약을 체결했다. 2012년 8월 18일에 열린 브라이턴 & 호브 앨비언과의 풋볼 리그 챔피언십 홈 경기에서 처음 출전했고 2012년 9월 1일에 열린 볼턴 원더러스와의 풋볼 리그 챔피언십 홈 경기에서 첫 골을 기록했다. 2012-13 풋볼 리그 챔피언십 시즌에서는 헐 시티의 준우승과 프리미어리그 승격에 기여했고 2013-14 FA컵 시즌에서는 헐 시티의 준우승에 기여했다.
소네 알루코는 2016년 7월 8일에 풀럼과 자유 계약을 체결했으며 계약 기간은 2년으로 책정되었다. 2017년 8월 29일에는 레딩과 4년 계약을 체결했다. 2019년 2월 26일에는 중국 슈퍼리그 소속 축구 클럽인 베이징 런허에 1년 동안 임대되었다.

## 국가대표팀 경력
소네 알루코는 2004년부터 2006년까지 잉글랜드 U-16, U-17, U-18 축구 국가대표팀에서 활동했으며 2007년부터 2008년까지 잉글랜드 U-19 축구 국가대표팀에서 활동했다. 이집트에서 개최된 2009년 FIFA U-20 월드컵에서 참가하여 베네수엘라, 스페인, 타히티와의 조별 예선 경기에 출전했는데 나이지리아는 해당 대회에서 16강전에 진출했다.
2009년 5월 29일에 열린 아일랜드와의 친선 경기를 앞두고 있던 나이지리아 축구 국가대표팀에 처음 선발되었다. 2010년 4월에는 2010년 FIFA 월드컵에 참가할 나이지리아 축구 국가대표팀 예비 명단에 이름을 올렸으나 최종 명단에서 탈락했다. 2013년 아프리카 네이션스컵에 참가할 나이지리아 축구 국가대표팀 예비 명단에도 이름을 올렸으나 부상으로 인해 제외되었다. 2014년 11월 19일에 열린 남아프리카 공화국과의 2015년 아프리카 네이션스컵 예선 경기에서 자신의 국가대표팀 첫 골을 기록했는데 나이지리아는 남아프리카 공화국과 2-2 무승부를 기록했다.

## 사생활
소네 알루코의 누나인 에니올라 알루코는 잉글랜드 여자 축구 국가대표팀 선수로 활동했다.